# Ланривен
Ланриве́н (фр. Lanrivain, брет. Larruen) — коммуна во Франции, находится в регионе Бретань. Департамент — Кот-д’Армор. Входит в состав кантона Ростренен. Округ коммуны — Генган.
Код INSEE коммуны — 22115.

## География
Коммуна расположена приблизительно в 420 км к западу от Парижа, в 120 км западнее Ренна, в 38 км к юго-западу от Сен-Бриё.

## Население
Население коммуны на 2016 год составляло 461 человек.
| 1962 | 1968 | 1975 | 1982 | 1990 | 1999 | 2010 | 2016 |
| ---- | ---- | ---- | ---- | ---- | ---- | ---- | ---- |
| 960  | 882  | 761  | 638  | 510  | 524  | 549  | 461  |

## Администрация
| Период | Период | Фамилия       | Партия                              | Примечания                                   |
| ------ | ------ | ------------- | ----------------------------------- | -------------------------------------------- |
| 1971   | 1983   | Андре Ле Ру   | Французская коммунистическая партия | фермер                                       |
| 1983   | 1995   | Ив Ле Рюдюлье | Союз за французскую демократию      | фермер, член генерального совета (1985—1992) |
| 1995   | 2014   | Рене Ле Пре   | Социалистическая партия             | фермер                                       |
| 2014   |        | Матьё Жеффруа | Социалистическая партия             | служащий                                     |

## Экономика
В 2007 году среди 335 человек в трудоспособном возрасте (15—64 лет) 216 были экономически активными, 119 — неактивными (показатель активности — 64,5 %, в 1999 году было 72,3 %). Из 216 активных работали 199 человек (114 мужчин и 85 женщин), безработных было 17 (10 мужчин и 7 женщин). Среди 119 неактивных 32 человека были учениками или студентами, 49 — пенсионерами, 38 были неактивными по другим причинам.

## Достопримечательности
- Церковь Св. Георгия[фр.]. Исторический памятник с 1931 года[3]
- Часовня Св. Антония (XVI век). Исторический памятник с 1932 года[4]
- Руины часовни в деревне Леннеган (XIV век). Исторический памятник с 1955 года[5]
- Усадьба Голлодик (XVI век). Исторический памятник с 1972 года[6]
- Распятие и оссуарий (XVI век). Исторический памятник с 1907 года[7]
- Придорожный крест (XVIII век). Исторический памятник с 1927 года[8]

## Фотогалерея

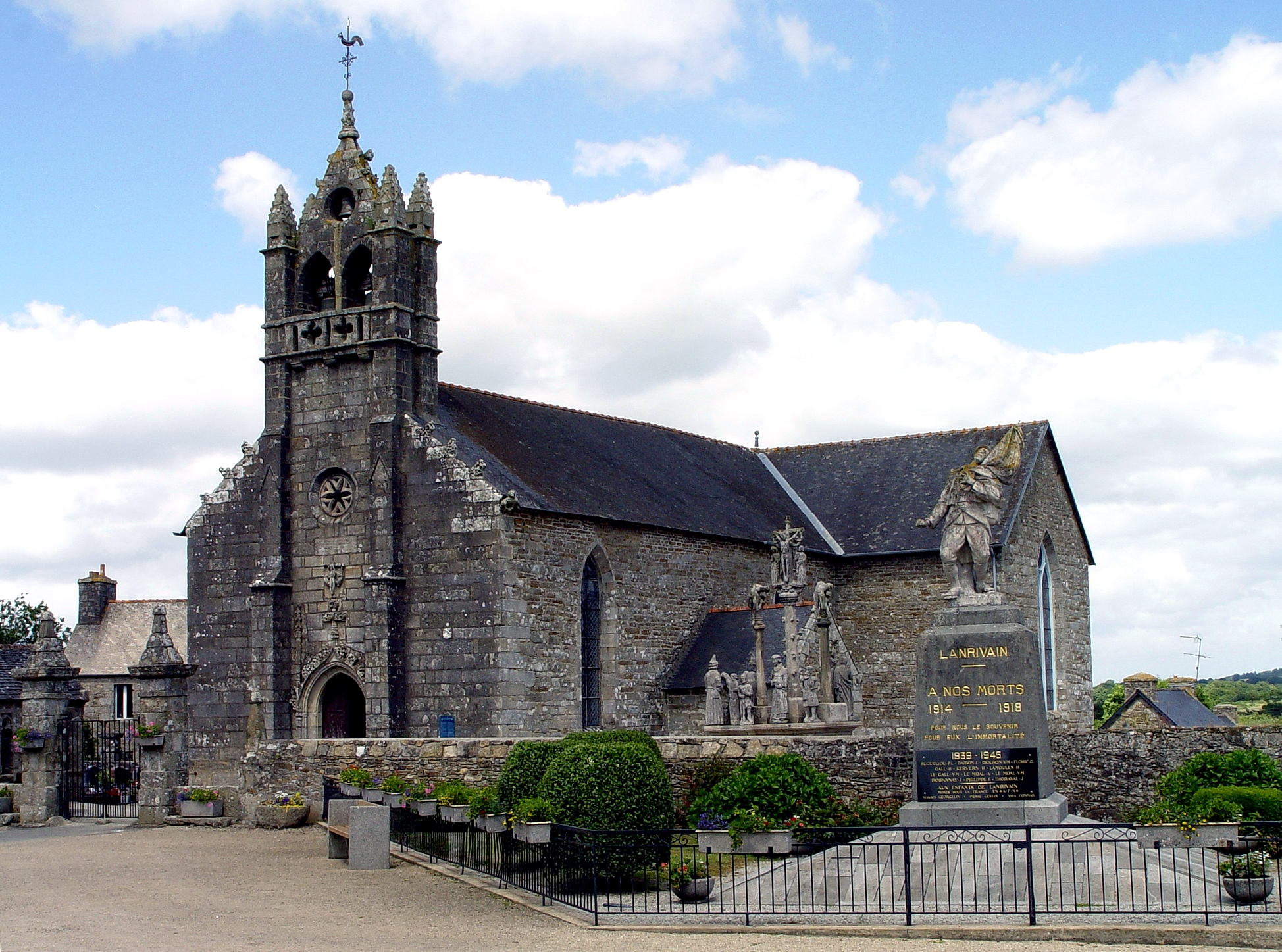
Церковь Св. Георгия
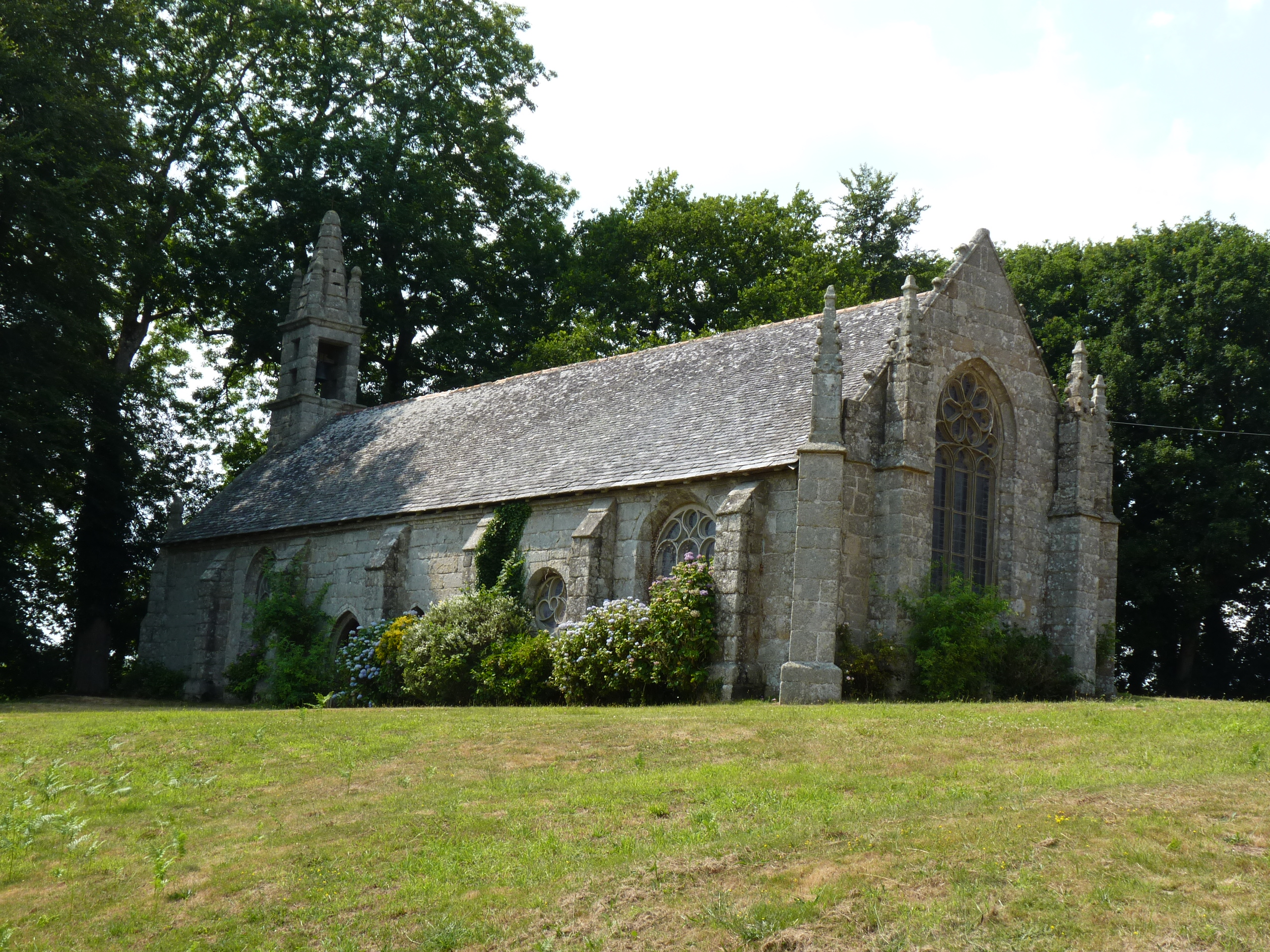
Часовня Св. Антония
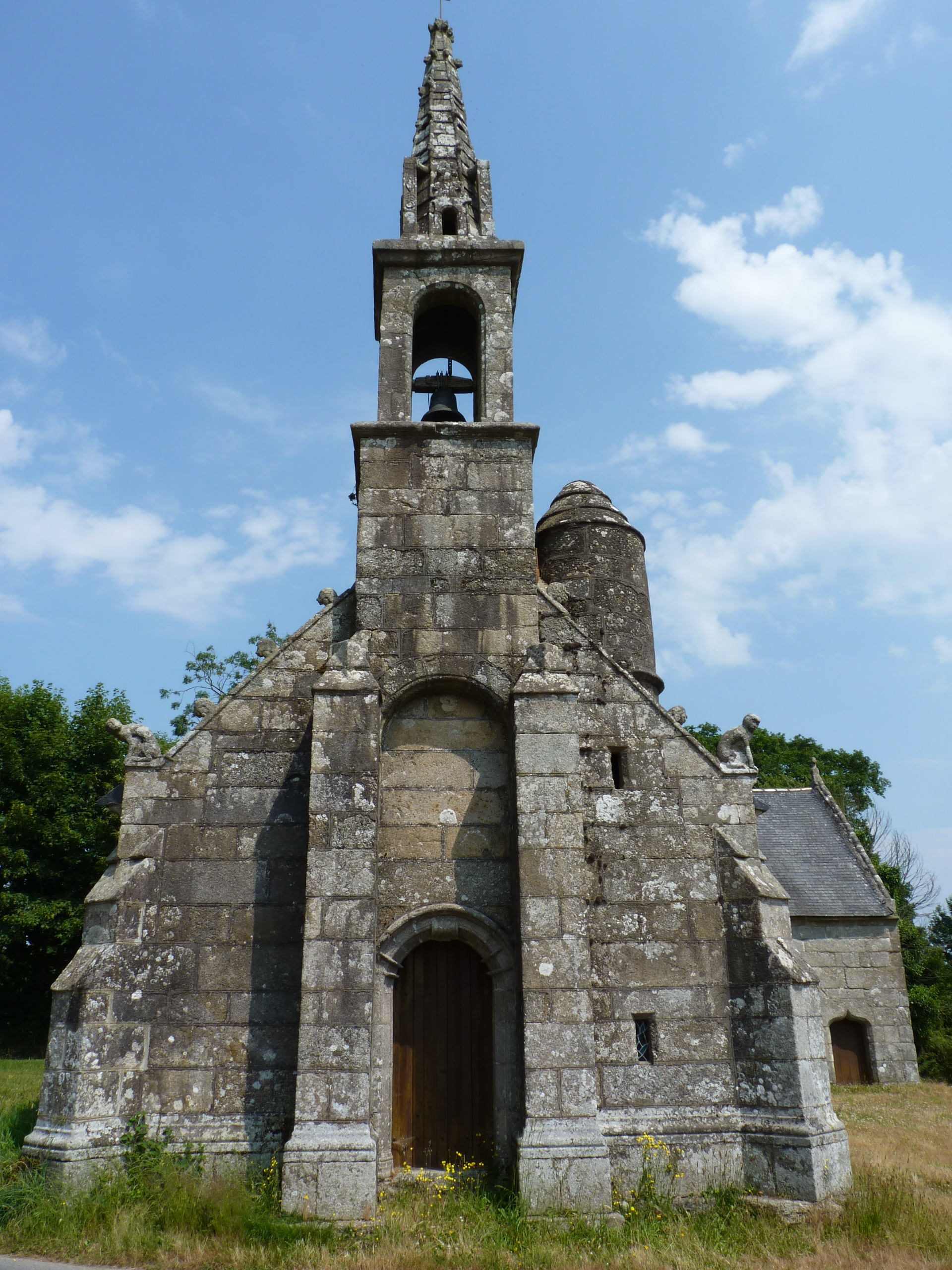
Часовня в деревне Леннеган
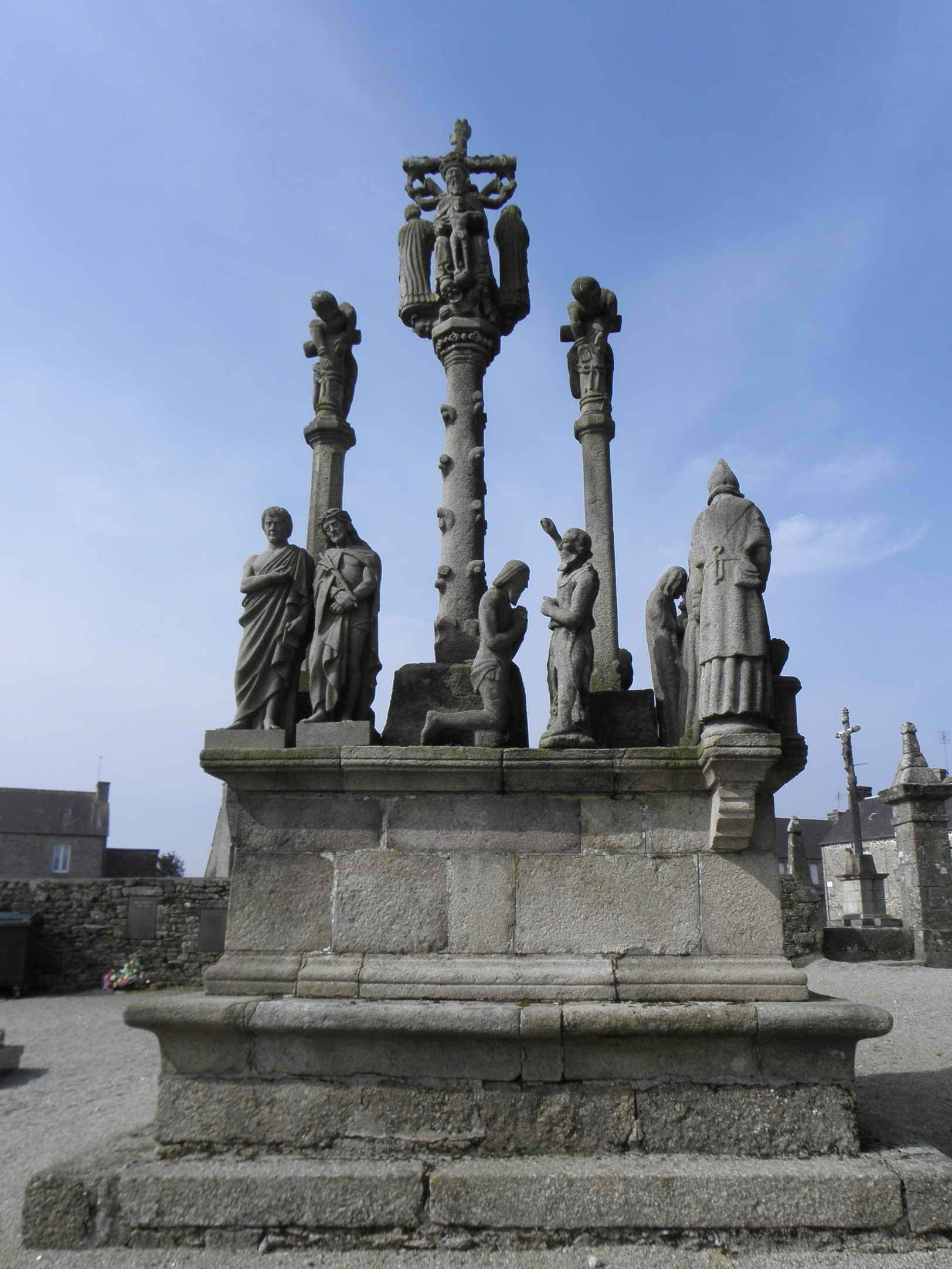
Распятие
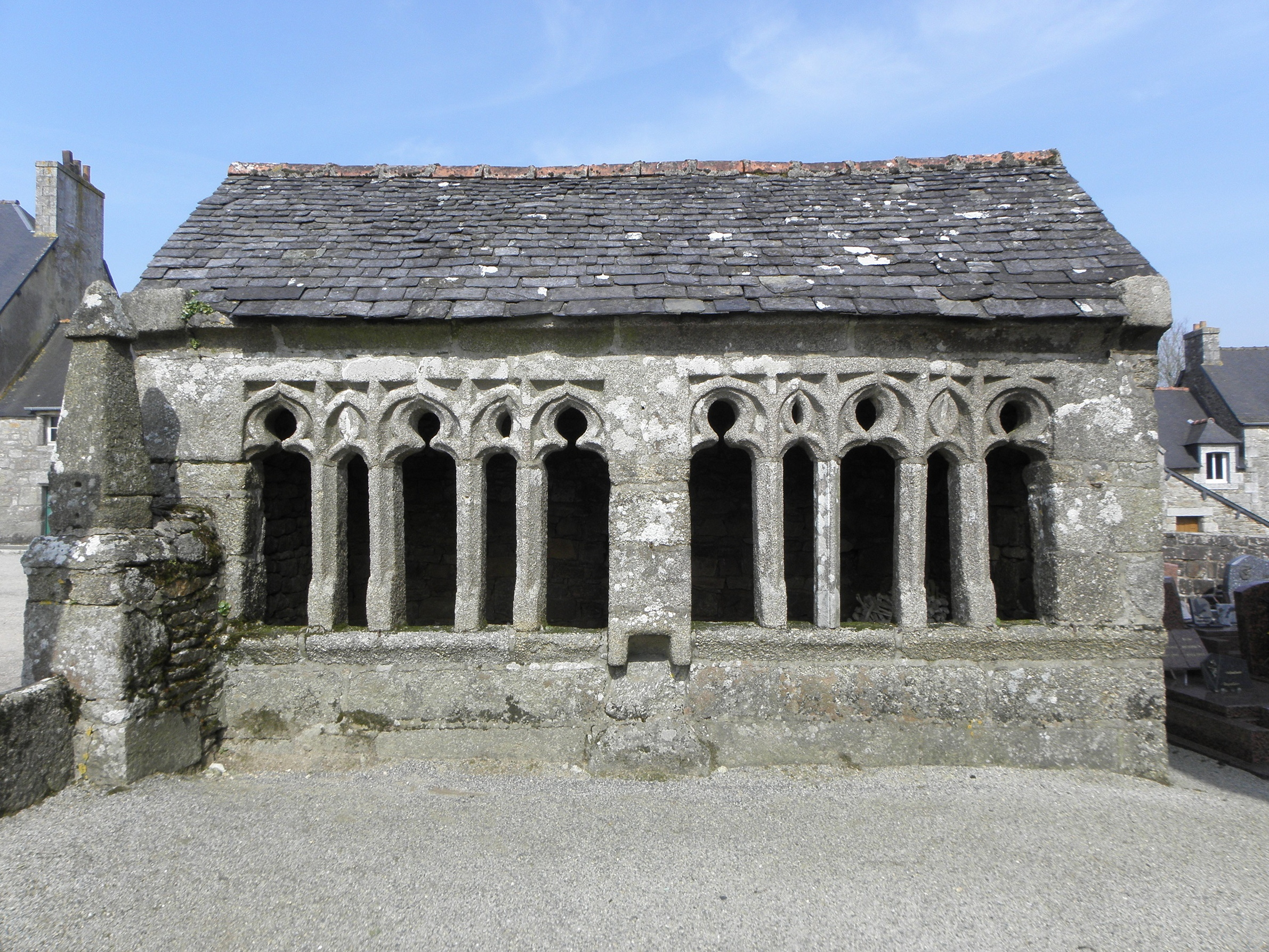
Оссуарий
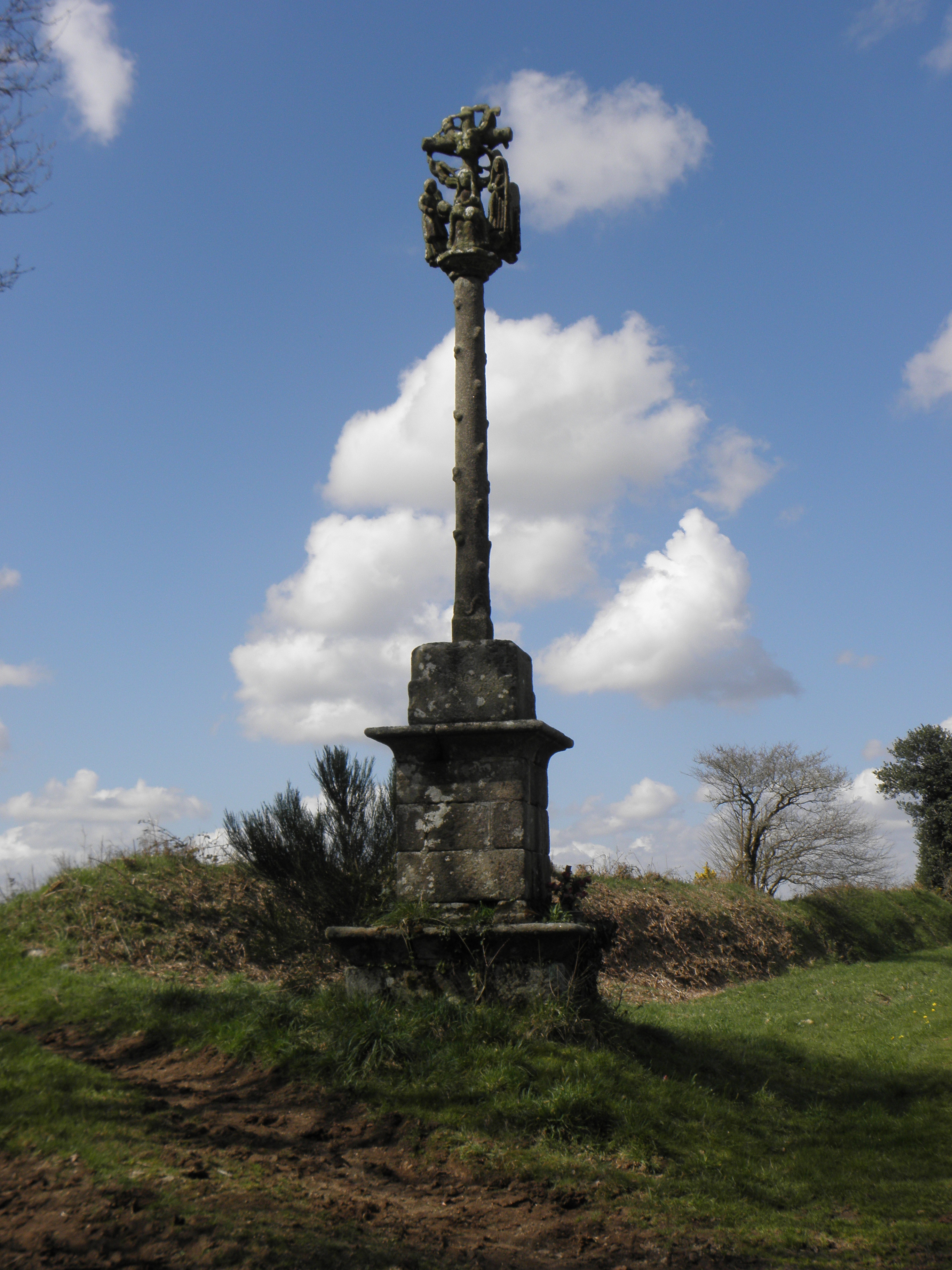
Придорожный крест